# Shanks (Film)
Shanks ist ein US-amerikanischer surrealistischer Horrorfilm aus dem Jahr 1974 über einen Puppenspieler, der tote Körper wie Marionetten manipulieren kann. Der Pantomime Marcel Marceau spielt den titelgebenden Malcolm Shanks in seiner ersten großen Filmrolle. Es war der letzte Film des Produzenten und Regisseurs William Castle.

## Handlung
In einem Film, der sich selbst ausdrücklich als „düsteres Märchen“ (Zwischentitel) bezeichnet, ist Malcolm Shanks ein tauber (aber geübter Lippenleser), stummer Puppenspieler, der mit seiner grausamen Schwester und ihrem alkoholkranken Ehemann Mr. Barton zusammenlebt. Seine Fähigkeiten als Puppenspieler werden von Mr. Walker entdeckt, der ihn als Laborassistent in seinem gotischen Herrenhaus einstellt. Seine Schwester und sein Schwager machen ihn zu ihrem Ernährer und sind empört, als er 50 Dollar von seinem eigenen Lohn einbehält. Die Experimente des Doktors bestehen darin, Tote wiederzubeleben und sie wie Marionetten zu steuern. Er beginnt mit einem Frosch und einem Huhn. Als Mr. Walker unerwartet stirbt, kommt Malcolm nach Hause und wiegt seine Puppe von Mr. Walker in den Armen (Shanks’ Puppenspiele sind persönliche Projekte, die auf seiner Familie und den Menschen in der Stadt basieren, und er macht eines von seiner jugendlichen Assistentin und Freundin Celia zu ihrem Geburtstag). Seine Familie ist empört, dass er nicht bei der Arbeit ist, und Barton zertrümmert den Kopf von Mr. Walkers Puppe und besteht darauf, dass Malcolm zur Arbeit zurückkehrt, was er auch tut, indem er die experimentelle Prozedur an Mr. Walker durchführt.
Als Mr. Walker nicht ans Telefon geht, sucht Barton ihn persönlich auf. Malcolm greift Barton mit dem wiederbelebten Huhn an und Barton stürzt die Treppe hinunter in den Tod. Malcolm begräbt daraufhin Mr. Walker „aus Mitleid“ und animiert stattdessen Barton, mit dem er den ganzen Weg nach Hause durch die Straßen geht. Bartons marionettenhafte Bewegungen könnten als Trunkenheit durchgehen, und seine Frau läuft auf die Straße, wo sie von einem Auto angefahren und getötet wird. Er weicht einem Polizeibeamten aus, der auf einen Anruf der Nachbarn wegen des Unfalls reagiert, indem er seine Familie so aufbaut, als säße er zwischen ihnen und schaue fern, während der Beamte mit einer Taschenlampe durch das Fenster leuchtet. Dann animiert er sie, dasselbe zu tun.
Am nächsten Tag nimmt er sie mit in den Lebensmittelladen, um zu sehen, ob sie als lebendig durchgehen. Er bezahlt Bartons Rechnung, die über den geschuldeten Betrag hinausgeht, und der Lebensmittelhändler erlaubt ihnen, mitzunehmen, was sie wollen, und Malcolm lässt Barton einen Weidenkorb mit seinem typischen Gin füllen. Er trifft Celia wieder, deren Mutter ihr erlaubt, mit Malcolm zu einem Picknick zu gehen, wo er ihr zeigt, was er mit den Bartons alles anstellen kann, obwohl sie sehr bestürzt ist, als sie erfährt, dass sie tot sind, was er als Folge eines Autounfalls deutet, was implizit für beide gilt. Malcolm nimmt Celia an ihrem Geburtstag mit auf Walkers Landsitz. Celia ist verzaubert von den Bildern von Mr. Walkers schöner Frau, die vor ihm gestorben ist, findet eines ihrer Kleider und zieht es ehrfürchtig an. Malcolm, der sich ebenfalls in die Kleidung des 19. Jahrhunderts kleidet, isst anschließend mit Celia zu Abend, wobei die Bartons als Diener fungieren. Mrs. Barton schneidet sich beim Anschneiden des Kuchens in einen Finger, den Malcolm in seiner Revers-Tasche vor Celia versteckt.
Draußen ist eine Motorradgang in der Nähe der Villa, als ihr Anführer Beethoven von der Straße abkommt und getötet wird. Die Bande trägt ihn in die Villa, die immer noch unverschlossen ist, und legt ihn auf den Tisch, wobei der Kuchen und andere Gegenstände auf den Boden fallen. Andere Gangmitglieder greifen Malcolm und Celia an. Einer von ihnen, Goliath, vergreift sich sexuell an Celia, und ihre Freundin Mata Hari versucht, ihn davon abzuhalten, was ihr jedoch nicht gelingt. Goliath schlägt Mata Hari, die sich daraufhin mit Bartons Gin betrinkt. Ein anderes Bandenmitglied, Einstein, interessiert sich für Walkers Experimente und zwingt die Bartons zu erniedrigenderen Tricks, als Malcolm erwartet hätte. Malcolm findet Celia tot im Hof liegen und erweckt Walker aus dem Grab zum Leben, um die Bande zu bekämpfen, nachdem sie die Barton-Kontrollen in den Brunnen geworfen haben. Die Gang ist entsetzt über Walker und flieht. In einer sepiafarbenen Sequenz reanimiert Malcolm Celia für einen kurzen Tanz, woraufhin der Film zur Eröffnungsszene zurückkehrt und offenbart, dass sich das gesamte Racheszenario nur in Malcolms Kopf abspielt, während er sein Puppenspiel aufführt, wobei die imaginäre Sequenz mit extremen Nahaufnahmen von Malcolms Auge unterlegt ist. Jede Puppe bekommt ihren Vorhang, und der Film endet mit einem Zitat von William Makepeace Thackeray: „Kommt... lasst uns die Kiste und die Puppen schließen – unser Stück ist zu Ende“.

## Produktion
Marceau, der zuvor jahrzehntelang mit seiner typischen weißen Gesichtsmaske aufgetreten war und nicht gesprochen hatte, sprach und erschien in diesem Film ungeschminkt. Er spielte zwei Rollen: Malcolm Shanks, der nicht sprechen konnte, und Old Walker, der sprechen konnte. Er spielte in 20 Kurzfilmen und Spielfilmen kleine Rollen und Cameo-Auftritte, oft als seine Pantomimenfigur Bip. Der Regisseur William Castle wurde auf ihn aufmerksam, nachdem er ihn in der Pantomime „Jugend, Reife, Alter und Tod“ gesehen hatte, und wandte sich mit dem Drehbuch für Shanks an ihn, da es ähnliche Themen behandelte. Marceau sagte über das Drehbuch: „Es war genau das, wonach ich gesucht hatte“. Gedreht wurde der Film in Vancouver.

## Kritiken
A. H. Weiler von der New York Times nannte den Film „eine außergewöhnliche, aber nur zeitweise erbauliche Fabel“ und lobte die schauspielerischen Leistungen des Films, kritisierte jedoch die „absurde“ Prämisse.
Time Out London gab dem Film eine überwiegend positive Kritik und lobte die Leistungen von Clay, Chelton und Marceau, kritisierte jedoch den dritten Akt des Films als routinemäßig. Abschließend stellte Time Out fest, dass der Film „dennoch ein auffallend effektives Experiment bleibt“.
Dennis Schwartz von Ozus’ World Movie Reviews gab dem Film eine B-Bewertung und schrieb: „Obwohl das Konzept der Wiederbelebung einfallsreich war, wurde es bald ermüdend und das unbeholfene Schauspiel wurde zu einer lästigen Pflicht, da der Film zwischen Komödie, Sentimentalität und Unbehagen schwankte. Shanks hatte einfach eine zu schwache Geschichte und das Tempo war zu schlecht, um mehr als ein gruseliger Horrorfilm zu sein, der meine Aufmerksamkeit erregte, weil er so dumm war.“
Roger Ebert bewertete den Film mit zwei von vier Sternen und nannte ihn „eine Enttäuschung“, da er das Gefühl hatte, dass das faszinierende Konzept des Films zwar gut umgesetzt, aber nie wirklich fesselnd war. Ebert kritisierte auch das langsame Tempo des Films und den Mangel an Charaktertiefe.

## Auszeichnungen
Der Komponist und Dirigent Alex North wurde 1975 für die 47. Oscarverleihung in der Kategorie Beste Originalmusik für ein Drama nominiert. Die Filmmusik enthält sowohl grausame, oft atonale Musik als auch populären Jazz mit Klarinetten, der eine vergangene Ära widerspiegelt.